# Awasa Airport
Awasa Airport (IATA-kod AWA, ICAO-kod HALA) är en flygplats söder om Awasa, Etiopien. År 2005 besökte drygt 197.000 personer flygplatsen.

## Flygbolag och destinationer
- Ethiopian Airlines (Addis Abeba Bole International Airport, Dire Dawa Airport)